# Statue
Ne doit pas être confondu avec Statut.

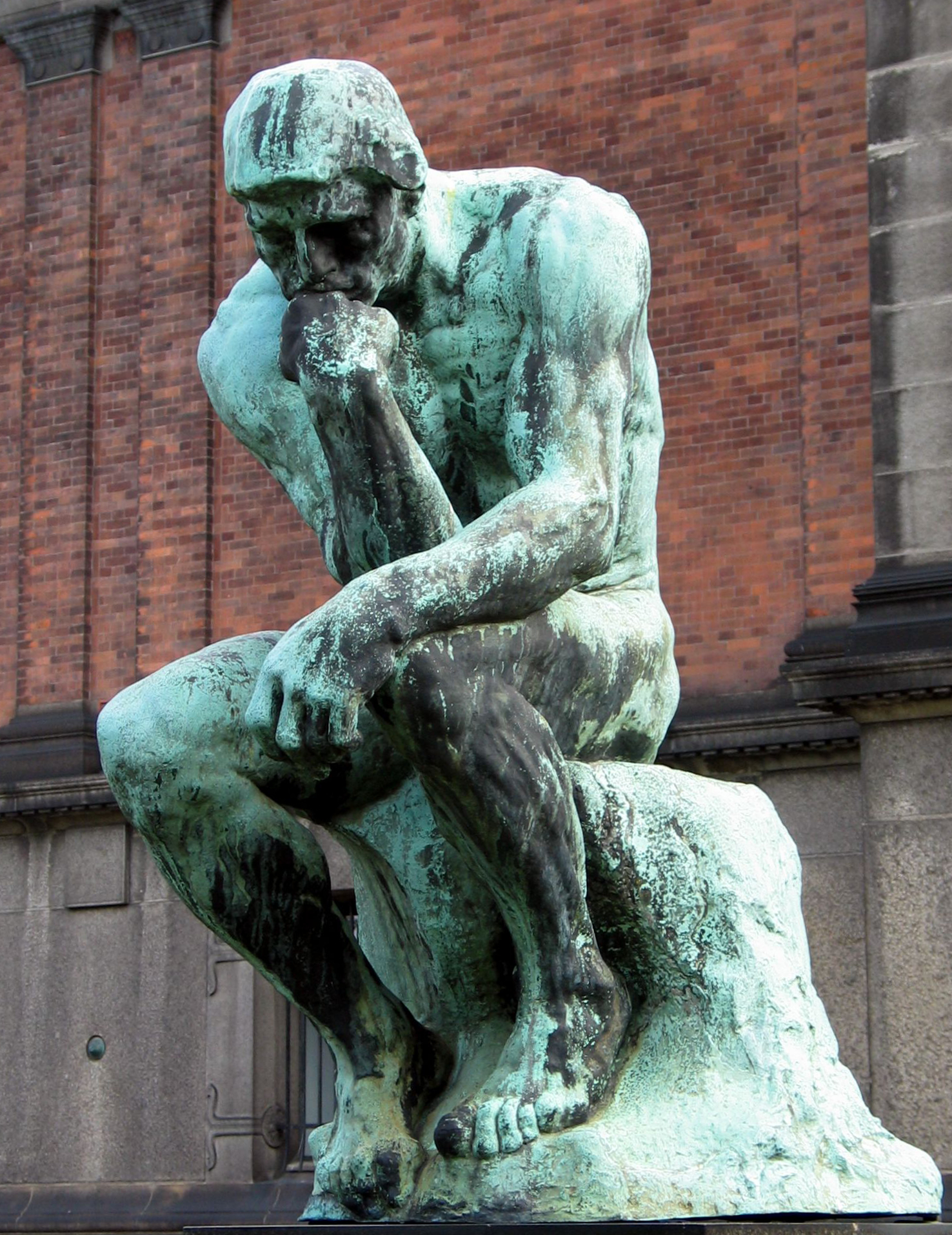
Le Penseur, d’Auguste Rodin.

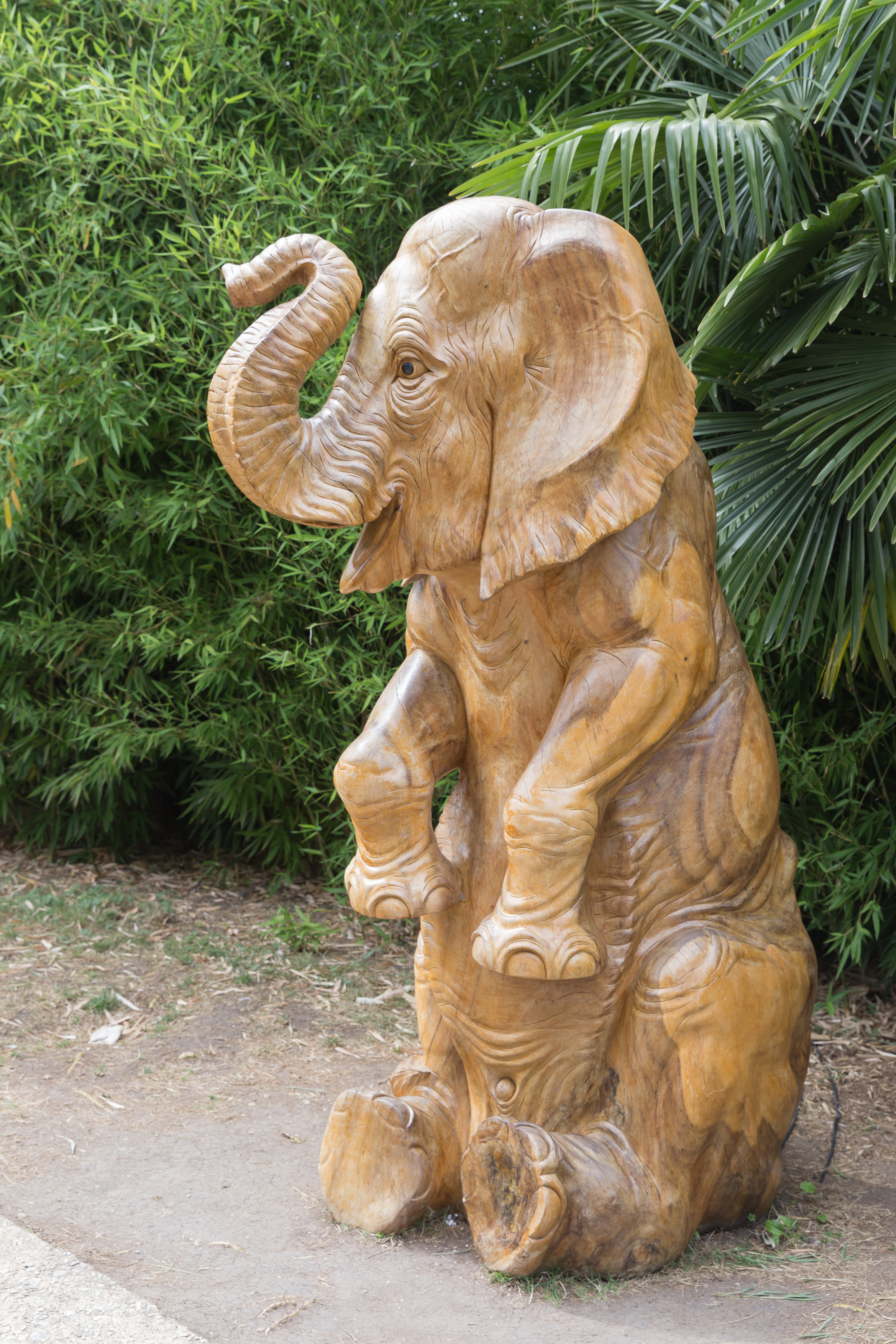
Statuette en bois au ZooParc de Beauval à Saint-Aignan-sur-Cher, France.

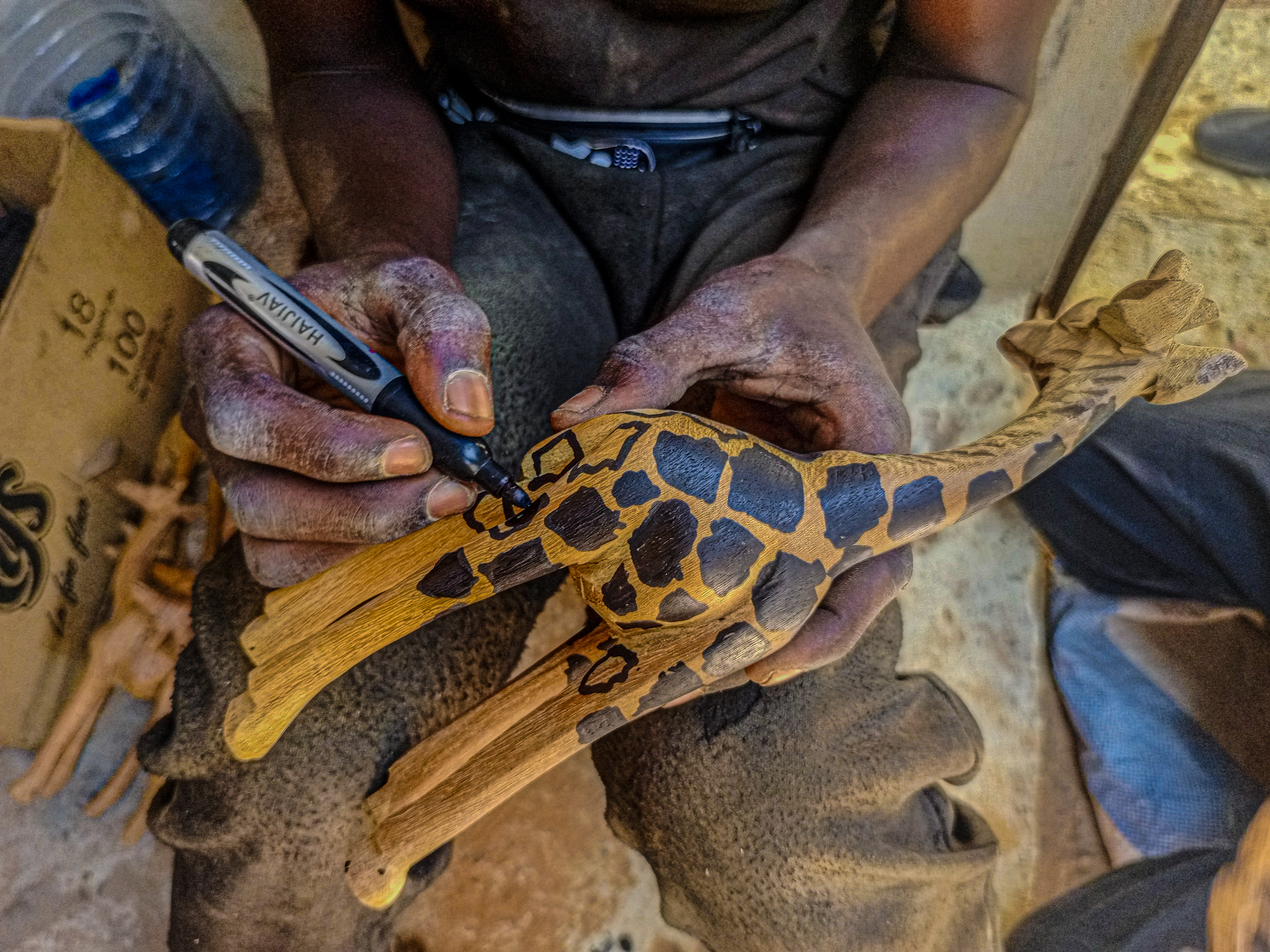
Fabrication d'une statuette de décoration en forme de girafe au Village artisanal de Soumbedioune.

Une statue est un ouvrage en trois dimensions (ronde-bosse), sculpté ou moulé, représentant en entier un personnage ou un animal, réalisé dans divers matériaux (pierre, bois, plâtre, terre, métal, plastique…). Elle est la constituante de l'art statuaire (appelé aussi « la statuaire »).

## Description
Lorsque plusieurs personnages sont présents, on parle d'un groupe statuaire.
On parle de statue pour des œuvres de taille moyenne (égale ou supérieure à la moitié de la taille naturelle, pour une sculpture d'être humain), à grande (la statue de la Liberté atteint 92 m de haut) ; une œuvre plus petite est appelée statuette.
La plus grande statue du monde est la Statue de l'Unité (Inde) qui mesure 182 m de haut.
La statue de Gomateshvara, haute de 17 mètres, est considérée comme la plus grande statue monolithique du monde. Elle est située dans le sud de l'Inde, dans la ville de Shravanabelagola.
Une statue équestre est un type de statue représentant un personnage monté sur un cheval.